# Heterospingus
Heterospingus is een geslacht van vogels uit de familie Thraupidae (tangaren). Het geslacht telt 2 soorten, die beide in Centraal en Zuid-Amerika voorkomen.

## Soorten
- Heterospingus rubrifrons  – Zwavelstuitkuiftangare
- Heterospingus xanthopygius  – Wenkbrauwkuiftangare